# جان اودو
جان اودو (انگلیسی: John Oddo; ۲۱ مارس ۱۹۵۳ – ۲ آوریل ۲۰۱۹) نوازنده پیانو، آهنگساز، تنظیم کننده اهل ایالات متحده آمریکا بود.